# 312001 Siobhánhaughey
312001 Siobhánhaughey è un asteroide troiano di Giove del campo greco. Scoperto nel 2007, presenta un'orbita caratterizzata da un semiasse maggiore pari a 5,164490 UA e da un'eccentricità di 0,122035, inclinata di 17,973874° rispetto all'eclittica.
È dedicato a Siobhán Haughey, nuotatrice di Hong Kong.